# Hamilton House
Hamilton House is een 18e-eeuws huis aan de Salmon Falls River in South Berwick, Maine.
Het was de locatie waar de historische roman The Tory Lover van Sarah Orne Jewett zich afspeelde.
Het is een National Historic Landmark sinds 1970.